# Keisha White
Keisha White (Londres, 31 de marzo de 1988) es una cantante británica de R&B. Publicó dos álbumes, el primero de ellos fue Seventeen, que fue publicado en 2005, mientras su último álbum, Out Of My Hands, fue publicado el 3 de julio de 2006.

## Biografía
Keisha White estudió en el Colegio Femenino de Enfield y en el Instituto de Enfield, Norte de Londres para después centrarse en su carrera musical en solitario. Keisha ha publicado dos álbumes, "Seventeen", publicado en 2005, y "Out Of My Hands", publicado en 2006. Ha colaborado, además, con el DJ Oakenfold y Desert Eagle, antes de que su álbum-debut fuese publicado.
Todo comenzó cuando Keisha contaba con tan solo 14 años, cuando Keisha fue invitada para actuar en frente de unos ejecutivos de la discográfica Warner. Keisha cantó "If You Should Lose A Good Thing" de Aretha Franklin" a capela, y los de la compañía discográfica quedaron tan sorprendidos que decidieron contratarla.
El 15 de marzo de 2004, a los 17 años, y tres años después de firmar su contrato discográfico con Warner Records UK, White lanzó su sencillo, "Watcha Gonna Do?", tras participar como telonera en la gira del grupo de R&B Mis-Teeq a finales de 2003. El sencillo estableció su entrada en el mundo del Pop/R&B y entró en el UK Top 75 Singles. Además, cantó la cabecera de la serie de la BBC "Tracy Beaker", y este tema estaba incluida como B-Side de su sencillo-debut "Watcha Gonna Do?".

### Seventeen
Después de la publicación del sencillo "Watcha Gonna Do?", Keisha desapareció por un año de la escena musical, regresando en 2005 con el sencillo "Don't Care Who Knows" junto con el rapero Cassidy, debutando en una moderada posición #29 en el Reino Unido.
El 7 de marzo de 2005 y justo después del lanzamiento de "Don't Care Who Knows", publicó su álbum debut "Seventeen", debutando en una decepcionante posición #308 en UK, y siendo un total fracaso para la cantante. A pesar de todo, el tercer sencillo fue publicado, y fue "Don't Fool a Woman in Love" (publicado el 23 de mayo), y fue un fracaso, debutando en el #90 en el Reino Unido.
Después de estos fracasos, el cuarto sencillo nunca fue publicado, y debería ser "The Weakness In Me", conjunto con el tema "Open Like So", pero nunca fueron publicados.
En 2006 Keisha regresó a la escena musical con un nuevo sencillo, con influencias de su amiga Alicia Keys. El sencillo fue, de hecho, "The Weakness In Me", el sencillo que debía ser el cuarto sencillo en publicarse. El sencillo, publicado el 27 de febrero de 2006, y después de haber sido muy respaldado por la propia BBC Radio 2, debutó en la mejor posición que la cantante tuvo jamás, en el #17 de las Listas del Reino Unido.
Debido a todos estos acontecimientos, Warner decidió eliminar y retirar del mercado todos los álbumes de "Seventeen" que quedaban, y establecerlo como un "rarity".

### Out Of My Hands
El 19 de junio de 2006, publicó su segundo sencillo de su segundo álbum, titulado "Don't Mistake Me", coescrito con Absolute y Tracy Ackerman. El sencillo debutó en el #16 en el UK Airplay Chart, pero en el #48 de las listas de ventas de UK. En 2006, el tema "Oh, The Guilt! apareció en el episodio 5 de la tercera temporada de Anatomía de Grey.
El segundo álbum de Keisha fue "Out Of My Hands", que fue publicado el 3 de julio de 2006, y la mitad de las canciones del disco corresponden a la era "Seventeen", y la otra mitad, son nuevos temas. El disco incluye también el sencillo "The Weakness In Me", tema incluido en "Seventeen". El disco debutó en una discreta posición #55 en el Reino Unido, considerablemente mejor esta posición que el de su álbum-debut (#308 UK). El tercer sencillo fue "I Choose Life", un cover del tema de Céline Dion "Ain't Gonna Look The Other Way". Fue publicado el 18 de septiembre de 2007, pero debutó en una decepcionante posición #63 en el Reino Unido, pero llegando al #17 en el UK R&B Chart. El cuarto y último sencillo del disco se rumoreaba que iba a ser "Out Of my Hands", pero definitivamente se canceló. Desde entonces, Keisha está interesada en el mundo de la actuación, debido a que su carrera musical fue más que un fracaso.
Keisha está trabajando con ByteNight, un evento solidario para conseguir dinero para el NCH para ayudar a los jóvenes sin hogar. Keisha junto con otros cantantes ingleses han diseñado una funda para almohadas que actualmente está en subasta en la página web de ByteNight.
Keisha White estuvo nominada para la mejor cantante Inglesa en el 2006 en los Premios MOBO, pero ganó Corinne Bailey Rae.

## Discografía

### Álbumes
| 2005 | Seventeen       | 308 | Warner 500 copias vendidas                            |
| 2006 | Out Of My Hands | 55  | Korova Records 300 000 copias vendidas en Reino Unido |

### Sencillos
| Año  | Título                               | Posiciones en listas | Posiciones en listas | Álbum                     |
| Año  | Título                               | UK                   | IRL                  | Álbum                     |
| ---- | ------------------------------------ | -------------------- | -------------------- | ------------------------- |
| 2004 | "Watcha Gonna Do"                    | 54                   | —                    |                           |
| 2005 | "Don't Care Who Knows" (con Cassidy) | 29                   | —                    | Seventeen                 |
| 2005 | "Don't Fool A Woman In Love"         | 90                   | —                    | Seventeen                 |
| 2006 | "The Weakness In Me"                 | 17                   | 50                   | Seventeen Out Of My Hands |
| 2006 | "Don't Mistake Me"                   | 48                   | —                    | Out Of her Hands          |
| 2006 | "I Choose Life"                      | 63                   | —                    | Out Of her Hands          |
| 2012 | "Butterflies"                        | —                    | —                    |                           |

### Colaboraciones
| Año  | Título                                                           | Posición | Álbum  |
| Año  | Título                                                           | UK       | Álbum  |
| ---- | ---------------------------------------------------------------- | -------- | ------ |
| 2003 | "The Harder They Come" (Oakenfold Featuring Keisha White)        | 38       | Bunkka |
| 2003 | "Bigger Better Deal" (Desert Eagle Discs Featuring Keisha White) | 67       | -      |